# Baffa Bayotte
Pour les articles homonymes, voir Boffa.
Baffa Bayotte ou Boffa Bayotte est un village du Sénégal situé en Basse-Casamance, à l'est de Nyassia et à proximité de la frontière avec la Guinée-Bissau. Il fait partie de la communauté rurale de Nyassia, dans l'arrondissement de Nyassia, le département de Ziguinchor et la région de Ziguinchor.

## Population
Lors du dernier recensement (2002), la localité comptait 415 habitants et 58 ménages.

## Géographie
Situé dans le secteur du Bayote (arrondissement de Niassia), le village de Baffa Bayotte compte six quartiers : Boffa Centre, Boussoloum (Bëssalùm) Manjak, Boussoloum (Bëssalùm) Peul, Bouhouyou (Bouhouyoum), Babonda (Bagùnda) Manjak, Babonda (Bagùnda) Peul. 
Le quartier de Baffa Centre est la première localité et le chef-lieu de Baffa Bayotte. 
Le village de Baffa est fondé par Lorès Dasylva, un Manjaque venu du sud (actuelle Guinée Bissau) vers 1850. De son vrai prénom, Lorrès Mpaak (Mpaak est une expression manjak signifiant Bosquets, groupes d'arbres touffus au milieu des rizières), le fondateur après s'être installé a accueilli ses frères mais aussi Diombik Lopy venu du village de Baraka Pakao. L'abondance de la nature et de terres cultivables dans la zone a attiré d'autres communautés. En effet, après les Manjaques, d’autres communautés comme les Mankagnes, les Bayottes, les Peuls et les Balantes se sont aussi implantés à Baffa.

## Historique
En 1991, Boffa est abandonné à cause du conflit casamançais. Les habitants continuent à revenir récolter le riz et les fruits jusqu'en 1992 avant d'abandonner définitivement le village.
En 2006, les villageois commencent à revenir à Boffa. 2007 marque le début de la reconstruction de Boffa Bayotte. Jusqu'en juillet 2020, seuls trois des six quartiers que comptait Boffa Bayotte sont reconstruits. Il s'agit de Boffa centre, Boussoloum manjak et Boussoloum peul.
Le 6 janvier 2018, 14 bûcherons sont tués dans la forêt des Bayottes. L’affaire, appelée massacre de Boffa Bayotte, choque le pays.